# HD 121384
HD 121384，又名CP-54 5806，SAO 241315、HR 5236，是一颗恒星，视星等为6，位于銀經312.32，銀緯6.98，其B1900.0坐标为赤經13h 49m 57.2s，赤緯-54° 6.98′ 30″。